# Chaunus arenarum
Rhinella arenarum là một loài cóc trong họ Bufonidae.
Nó được tìm thấy ở Argentina, Bolivia, Brasil, Uruguay, và có thể Paraguay.
Các môi trường sống tự nhiên của chúng là các khu rừng khô nhiệt đới hoặc cận nhiệt đới, đồng cỏ khô nhiệt đới hoặc cận nhiệt đới vùng đất thấp, sông, đầm nước ngọt có nước theo mùa, vùng bờ biển cát, phá nước ngọt ven biển, vườn nông thôn, các vùng đô thị, ao, đất nông nghiệp có lụt theo mùa, và kênh đào và mương rãnh.

## Hình ảnh

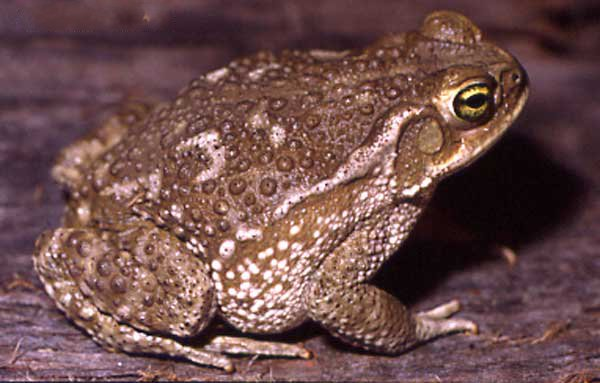
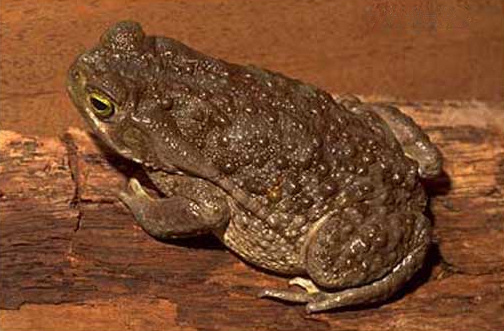